# サンリーカリーノ菊陽

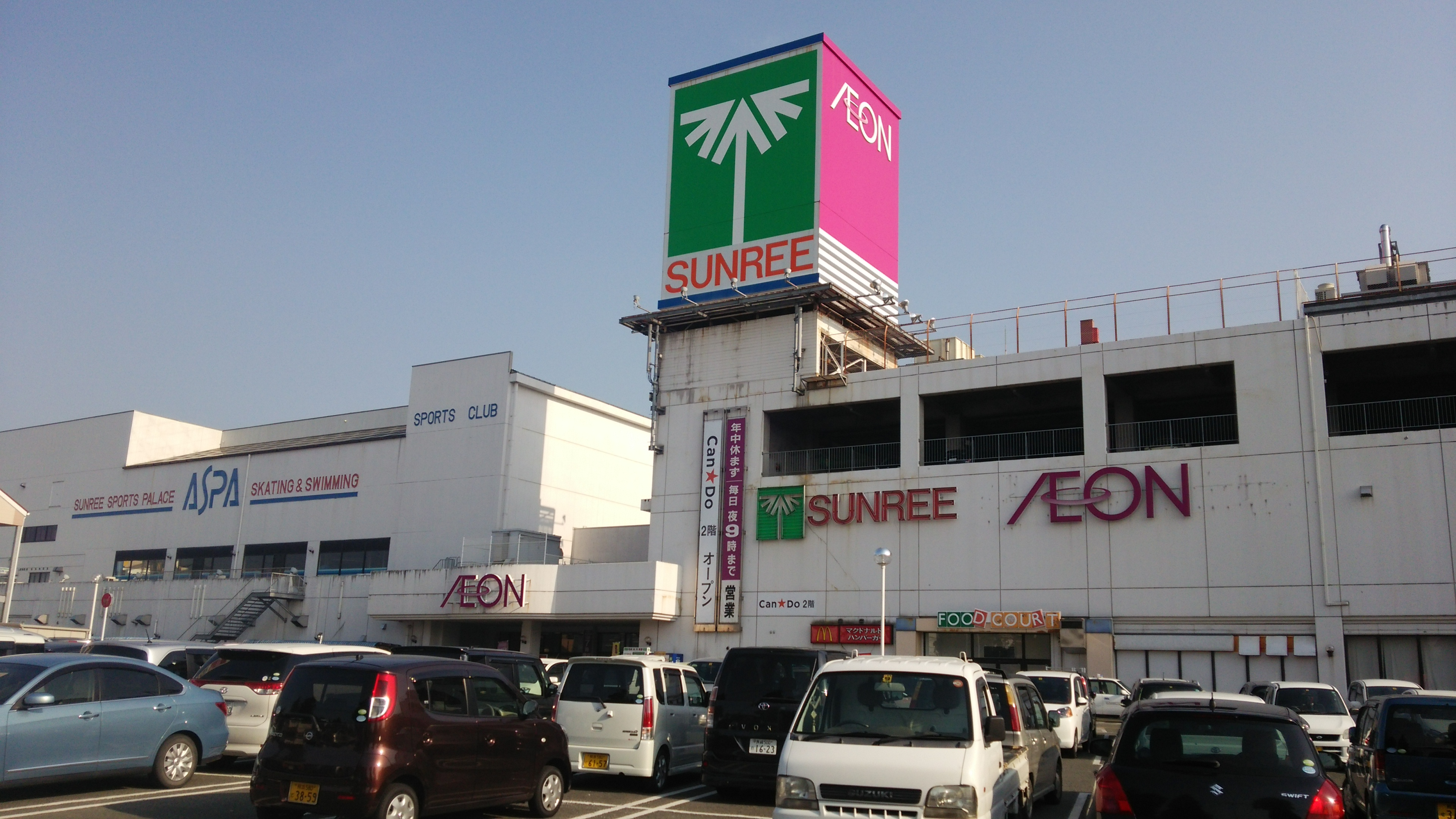
サンリー菊陽（イオン菊陽店）時代の建物

サンリーカリーノ菊陽（サンリーカリーノきくよう）は、熊本県菊池郡菊陽町津久礼に所在する複合商業施設である。
ここでは、前身となるサンリー菊陽（サンリーきくよう）についても述べる。

## 概要

### 寿屋時代
1987年3月27日、寿屋（現・カリーノグループ）と菊陽町商工会によるデベロッパーによって、サンリー菊陽寿屋として開業 。開店当初の核テナントは寿屋であり、テナントは約50店、熊本県では数少ない本格的なスケート場（夏場はプールとして営業）を備えた。開業当日から1987年4月12日までは、国鉄（4月1日以降はJR九州）により豊肥本線熊本駅-宮地駅間で臨時お買い物列車「サンリー号」が運行された（1日2往復、乗車料金無料）。開店当日は、寿屋のテレビショッピングに出演していたタレントの宮尾すすむもお祝いに訪れている。
年間250億円を売り上げ、寿屋の稼ぎ頭と呼ばれるにまで成長。しかし、2001年12月19日に寿屋が経営破綻し民事再生法による手続きを開始した影響を受けて、2002年2月1日に休業。
かつて店内に卓球部練習場があり、元プロ卓球選手の偉関晴光が寿屋→ラララ所属時代に勤務していた。

### ジャスコ→イオン時代
寿屋菊陽店を九州ジャスコ（現・イオン九州）が取得したことによりにより、核テナントをジャスコに変更した上で再開する事を決定、5月16日にジャスコ菊陽店が開業するとともに、営業が再開された。この時、従業員の8割は寿屋から再雇用された。
2011年3月1日、全国の「ジャスコ」を全て「イオン」に改称する事になったため、ジャスコ菊陽店がイオン菊陽店に改称された。
その後、建物・施設の老朽化に加え、熊本都市圏の広がりにより近隣に多くの競合施設が相次いで開業するなどの影響によって客足が減少。これを受けて2019年7月31日、イオン九州はイオン菊陽店を閉店することを発表し、2020年2月29日をもって閉店。

### サンリーカリーノ菊陽以降（現在）
イオン閉店後暫くは跡地利用が決まらず空き店舗の状態となりつつも、所有者である不動産会社であり、当初の核店舗であった寿屋の後身にあたるカリーノは後継店舗を募集し、耐震補強・別棟の増築など大規模な改修工事を進めた。
そして、2021年2月24日にその後継店舗として「サンリー」の冠愛称を残した「カリーノ菊陽」が同年3月25日にオープンすることを発表。同日、新たな核テナントにゆめマートを迎え、サンリーカリーノ菊陽として再開業した。
本館は鉄筋コンクリート造3階建て、店舗面積約2万平方メートルで約50店舗が出店している。本館の周囲にはスターバックスコーヒーなど10棟の店舗が出店しており、一部の店舗は開業日の前から先行してオープンしていた。
開業後も引き続き改装工事が進められ、同年10月1日には、2階に大型テナントとしてヤマダデンキが出店するなど新たなテナントも開業し、セカンドオープンを迎えた。

## テナント
スーパーマーケットのゆめマートを核店舗とし、大型テナントとしてヤマダデンキなどが入居。その他、別棟にサイゼリヤやマクドナルド、スターバックスコーヒーなどがある。
詳細は「フロアガイド」を参照。

## 交通アクセス

### 車
- 熊本県道337号熊本菊陽線及び国道57号菊陽バイパス沿い

### 鉄道
- JR九州豊肥本線三里木駅より徒歩5分

### バス
- 「三里木」バス停より徒歩5分

九州産交バス
熊本桜町バスターミナル（16番のりば）よりE3ー4系統（子飼橋・熊本大学・三里木経由「光の森産交」行き、もしくはE3－5系統（子飼橋・熊本大学・三里木経由「大津産交」行きまたは「大津・吹田団地」行き）に乗車。
- 「カリーノ菊陽」バス停下車

菊陽町巡回バス「キャロッピー号」（熊本電鉄バス・産交バス共同運行） 
中央循環線（東）（日曜-金曜運行、産交バス）
中央循環線（西）（日曜-金曜運行、産交バス）